# Ulukczikan
Ulukczikan (ros. Улюкчикан) – wieś (ułus) w Rosji, w Buriacji, w rejonie barguzińskim. W 2010 liczyła 446 mieszkańców.

## Urodzeni
- Żargałma Cyrienowa – rosyjska zapaśniczka.